# Gladiolus cunonius
Gladiolus cunonius es una especie de gladiolo que se encuentra Sudáfrica.  

## Descripción
Gladiolus cunonius es una planta herbácea perennifolia, geofita que alcanza un tamaño de 0.3 - 0.7  m de altura. Se encuentra a una altitud de 5 - 50 metros.
Gladiolus cunonius tiene flores de color rojo brillante, florece en la primavera y crece en suelos arenosos cercanos a la costa.

## Taxonomía
Gladiolus cunonius fue descrita por  (L.) Gaertn. y publicado en De Fructibus et Seminibus Plantarum. . . . 1: 31. 1788.
Etimología
Gladiolus: nombre genérico que se atribuye a Plinio y hace referencia, por un lado, a la forma de las hojas de estas plantas, similares a la espada romana denominada "gladius". Por otro lado, también se refiere al hecho de que en la época de los romanos la flor del gladiolo se entregaba a los gladiadores que triunfaban en la batalla; por eso, la flor es el símbolo de la victoria.
cunonius: epíteto
Sinonimia
- Anisanthus cunonia (L.) Sweet
- Anomalesia cunonia (L.) N.E.Br.
- Antholyza coccinea Spreng.
- Antholyza cunonia L.
- Cunonia antholyza Mill.
- Gladiolus papilionaceus Salisb.
- Petamenes cunonia (L.) E.Phillips
- Petamenes cunonia Phillips[7][8]